# 1996-os Roland Garros
Az 1996-os Roland Garros az év második Grand Slam-tornája, a Roland Garros 95. kiadása volt, amelyet május 27–június 9. között rendeztek Párizsban. A férfiaknál az orosz Jevgenyij Kafelnyikov, a nőknél a német Steffi Graf nyert.

## Döntők

### Férfi egyes
Jevgenyij Kafelnyikov -  Michael Stich 7-6(4), 7-5, 7-6(4)

### Női egyes
Steffi Graf -  Arantxa Sánchez Vicario 6-3, 6-7(4), 10-8

### Férfi páros
Jevgenyij Kafelnyikov /  Daniel Vacek -  Guy Forget /  Jakob Hlasek 6-2, 6-3

### Női páros
Lindsay Davenport /  Mary Joe Fernández -  Gigi Fernández /  Natallja Zverava 6-2, 6-1

### Vegyes páros
Patricia Tarabini /  Javier Frana -  Nicole Arendt /  Luke Jensen, 6-2, 6-2

## Juniorok

### Fiú egyéni
Alberto Martín (ESP) –  Björn Rehnquist (SWE), 6–3, 7–6

### Lány egyéni
Amélie Mauresmo (FRA) –  Meghann Shaughnessy (USA), 6–0, 6–4

### Fiú páros
Sébastien Grosjean /  Olivier Mutis (FRA) –  Jan-Ralph Brandt /  Daniel Elsner (GER), 6–2, 6–3

### Lány páros
Alice Canepa /  Giulia Casoni (ITA) –  Anna Kurnyikova (RUS) /  Ludmila Varmužová (CZE), 6–2, 5–7, 7–5